# ناهنجاری دندانی
ناهنجاری دندانی یا مال‌اکلوژن (به انگلیسی: malocclusion) به مواردی گفته می‌شود که در آن دندانها از دیدگاه زیبایی، سلامتی و کارایی در وضعیت مطلوب نیستند. این اشکال به دلیل رابطه غلط دندان‌های یک قوس با یکدیگر یا با قوس مقابل ایجاد می‌شود. انواع مختلفی از ناهنجاری‌های دندانی وجود دارند که شایعترین آن نامرتبی دندان‌ها است. هم پوشانی زیاده از حد دندان‌ها، بهم نرسیدن دندان‌ها و رابطه غلط دندان‌ها از انواع دیگر ناهنجاری دندانی است.
درمان ناهنجاری دندانی توسط متخصص ارتودنسی انجام می‌شود.

## طبقه‌بندی انگل
یکی از طبقه‌بندی‌های رایج در زمینه‌ی ناهنجاری‌های دندانی، طبقه‌بندی انگل است:
- کلاس I با اکلوژن طبیعی: کاسپ مزیوباکال مولر اول ماگزیلا در شیار باکال مولر اول مندیبل قرار دارد و روابط داخل قوس دندانی در بین دندان‌ها صحیح است.
- مال‌اکلوژن کلاس I: کاسپ مزیوباکال مولر اول ماگزیلا در شیار باکال مولر اول مندیبل قرار دارد، اما روابط داخل قوس دندانی غیرطبیعی و نادرست است.
- مال‌اکلوژن کلاس II: کاسپ مزیوباکال مولر اول ماگزیلا جلوتر از شیار باکال مولر اول مندیبل است:  Division 1: انسیزورهای ماگزیلا بیرون‌زده هستند.  Division 2: انسیزورهای ماگزیلا آپرایت هستند (لترال‌ها بیرون‌زده‌اند) و اوربایت عمیق است.
- مال‌اکلوژن کلاس III: کاسپ مزیوباکال مولر اول ماگزیلا عقب‌تر از شیار باکال مولر اول مندیبل است.[۳]